# NGC 3027
NGC 3027 est une galaxie spirale barrée située dans la constellation de la Grande Ourse. NGC 3027 a été découverte par l'astronome germano-britannique William Herschel en 1785.

## Caractéristiques
La classe de luminosité de NGC 3027 est IV et elle présente une large raie HI.

### Distance
Sa vitesse par rapport au fond diffus cosmologique est de 1 123 ± 4 km/s, ce qui correspond à une distance de Hubble de 16,6 ± 1,2 Mpc (∼54,1 millions d'al). 
À ce jour, 22 mesures non basées sur le décalage vers le rouge (redshift) donnent une distance de 15,790 ± 4,343 Mpc (∼51,5 millions d'al), ce qui est à l'intérieur des valeurs de la distance de Hubble.

### Masse de NGC  3027
Selon un article publié en 2022, la masse de gaz froid de NGC 3027 est égale à (3,7 ± 2,2) × 109 {\displaystyle M_{\odot }} ce qui représente une fraction égale à 0,7 ± 0,4 de la masse de la galaxie . La masse de la galaxie serait donc égale à (3,7/0,7) x 109{\displaystyle M_{\odot }} = 5,29 x109{\displaystyle M_{\odot }}. Mais puisque l'incertitude relative en pourcentage est égale à (2,2/3,7 + 0,4/0,7) x 100 = 117% est supérieures à 100%, on ne peut déterminer précisément la masse de NGC 3027.

## Groupe de NGC 2985
NGC 3027 fait partie d'un petit groupe de trois galaxies, le groupe de NGC 2985. L'autre galaxie du groupe est UGC 5455.